# Eridolius aurifluus
Eridolius aurifluus är en stekelart som först beskrevs av Alexander Henry Haliday 1838.  Eridolius aurifluus ingår i släktet Eridolius och familjen brokparasitsteklar. Arten är reproducerande i Sverige. Inga underarter finns listade i Catalogue of Life.